# André Citroën
André-Gustave Citroën (pronuncia francese [sitʁɔɛn]; pronuncia olandese [siˈtrun]; Parigi, 5 febbraio 1878 – Parigi, 3 luglio 1935) è stato un inventore e imprenditore francese, fondatore dell'omonima casa automobilistica francese e inventore dell'ingranaggio a cuspide.

## Biografia
André-Gustave era il quinto ed ultimo figlio di una famiglia di commercianti di diamanti olandesi di origine ebraica (Levie Bernard Citroen e Masza Kleinmann – quest'ultima di Varsavia, Polonia). La famiglia Citroen si trasferì a Parigi da Amsterdam nel 1873.

### Infanzia
André aveva quattro fratelli più grandi: due maschi e due femmine; si mostrò vivace, intelligente e curioso fin da bambino, tuttavia la sua infanzia fu segnata dalla tragedia del padre: a causa di un improvviso tracollo economico, Levie precipitò in uno stato di depressione che lo portò al suicidio, nella notte del 1º settembre 1884, quando André aveva sei anni. Il lutto spinse la madre a non iscrivere André a scuola per quell'anno, ma l'anno successivo. Fu la famiglia ad impartirgli quindi i primi insegnamenti, a leggere e scrivere. Il primo giorno di scuola di André Citroen slittò quindi al 1º ottobre 1885, quando cominciò a frequentare il liceo Condorcet. Qui il suo nome venne scritto con la dieresi sulla e al momento dell'iscrizione, cambiandolo in Citroën.
Dopo la morte del padre, André si avvicinò molto alla madre. Si appassionò ai libri di avventura che all'epoca entusiasmavano i suoi coetanei, tra questi vi erano i romanzi di Jules Verne.

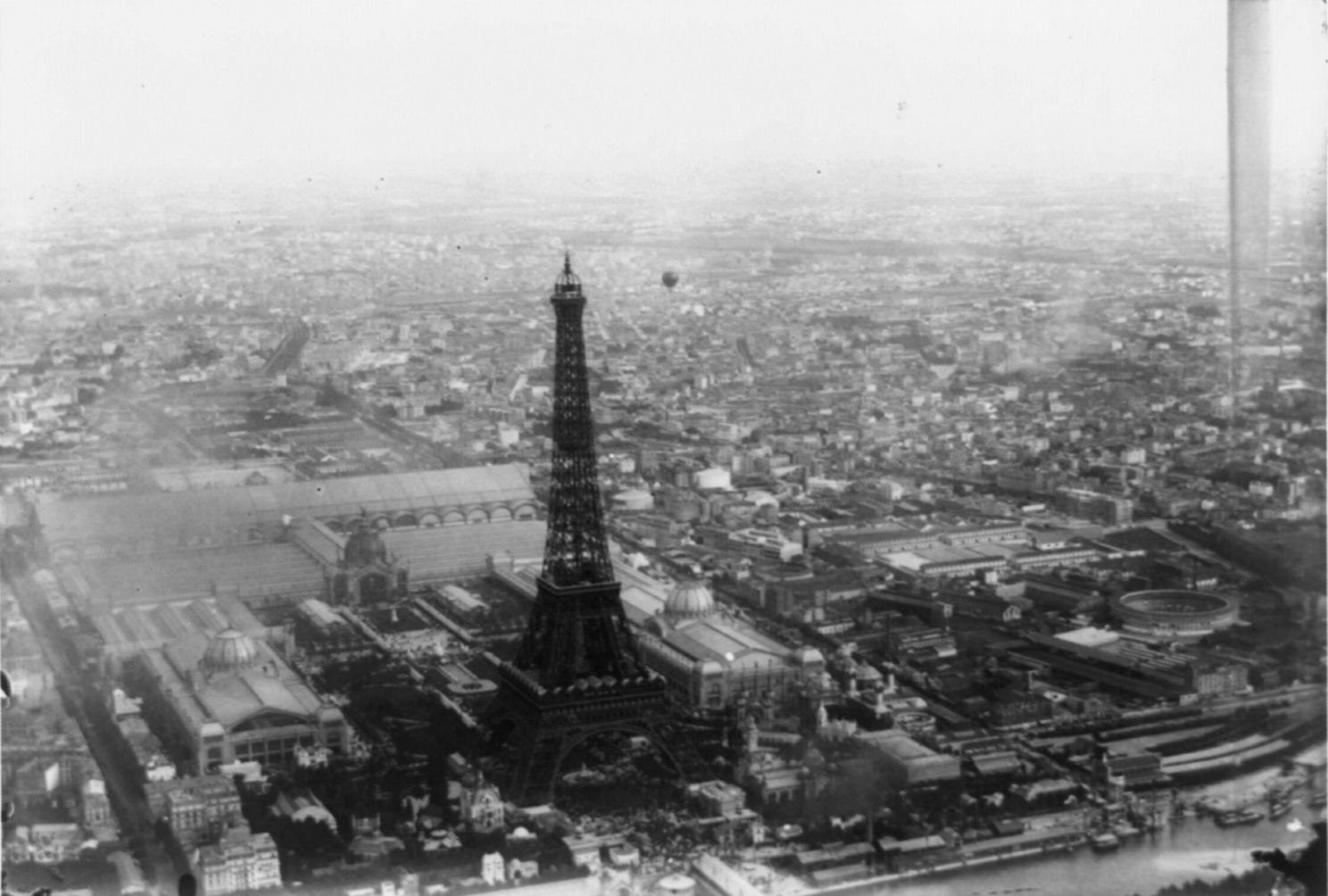
Vista aerea dell'Esposizione Universale di Parigi del 1889

Anche un altro personaggio incuriosì il piccolo André: Gustave Eiffel; il progetto che più destò il suo interesse era quello della Torre Eiffel. All'inaugurazione della torre, avvenuta all'Esposizione Universale di Parigi il 7 maggio 1889, André Citroën volle essere presente. Proprio in quell'occasione ebbero modo di incontrarsi alcuni tra i più grandi pionieri del mondo automobilistico: Gottlieb Daimler, Wilhelm Maybach, Armand Peugeot ed Émile Levassor.
Solo pochi mesi dopo André conobbe Louis Renault, che frequentava la stessa scuola e aveva un anno di più, il futuro fondatore della Casa automobilistica che porta il suo nome.

### Giovinezza e primi impieghi

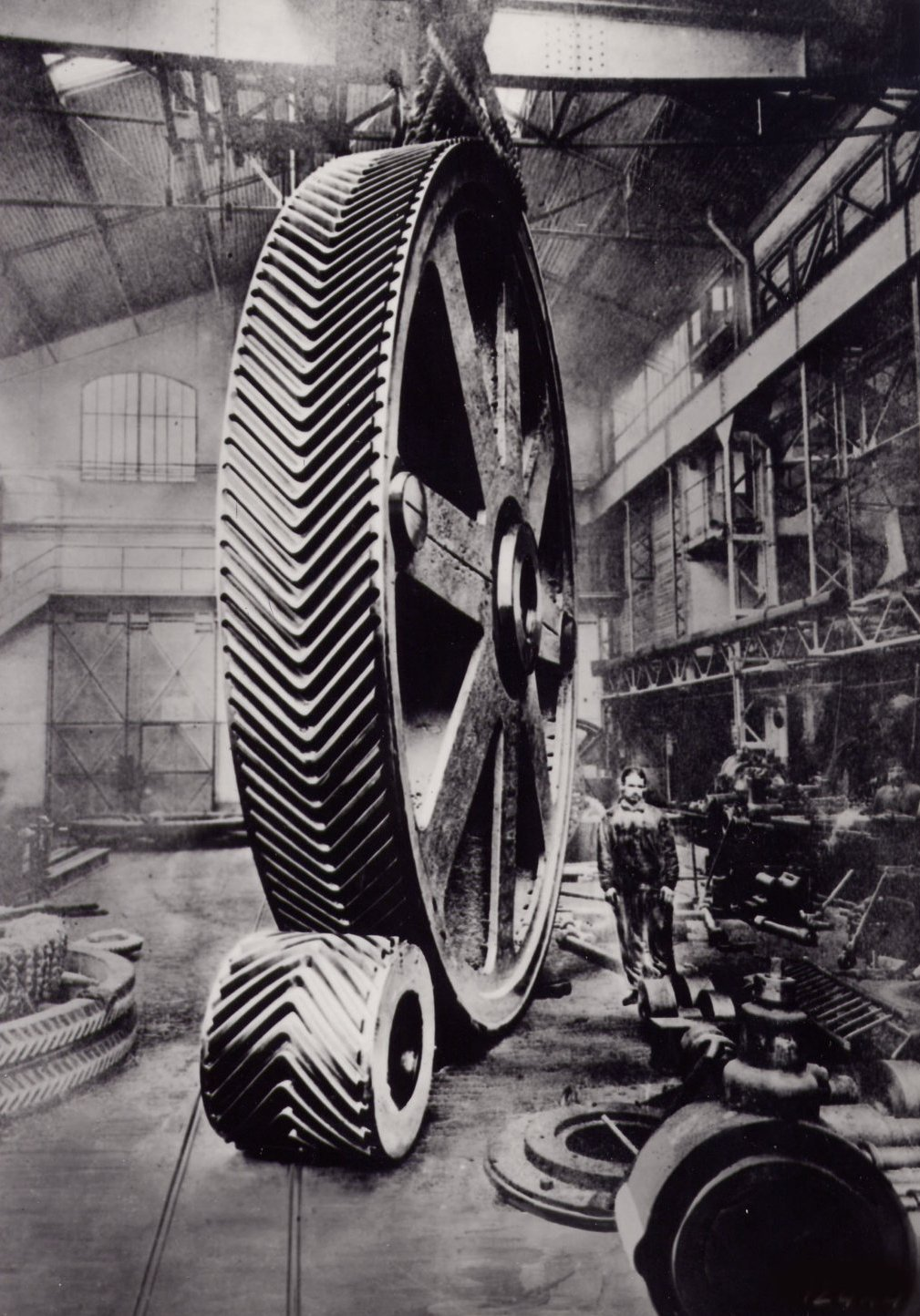
L'ingranaggio a cuspide, la cui dentatura sarebbe divenuta il simbolo della Casa automobilistica Citroën

A vent'anni André Citroën fece domanda per l'ammissione alla École polytechnique nel giugno del 1898 e venne ammesso all'istituto. Nello stesso anno, il suo ex compagno di scuola, Louis Renault, costruì la sua prima vetturetta.
Il 25 maggio 1899 morì la madre di Citroën, già molto malata. André ne risentì negli studi, superando gli esami ma con risultati poco brillanti. Nell'aprile del 1900 la sorella Jeanne, sposata già da quattro anni e trasferitasi in Polonia, invitò André per la vacanze pasquali. In quell'occasione, André Citroën ebbe modo di visitare assieme al cognato una fabbrica di ingranaggi. Qui ebbe l'idea di costruire ingranaggi a cuspide in ghisa e riuscì ad ottenere il brevetto in breve tempo. Tale ingranaggio, detto anche "a doppia elica" o "con dentatura a V", presenta il vantaggio di una trasmissione continua della forza e conseguente riduzione della rumorosità, senza generazione di componenti di forza assiale, cosa che avviene invece per le ruote dentate con denti inclinati. Il disegno stilizzato di tale ingranaggio sarebbe divenuto quasi vent'anni dopo l'emblema della casa automobilistica che portava il suo nome.
Tornato in Francia, André Citroën si preparò all'esame di fine corso ed ottenne il diploma piazzandosi al sessantaduesimo posto su duecento. Dopo il servizio militare, a cui prese parte come ufficiale tecnico, André cominciò a radunare alcuni collaboratori tra le persone di sua fiducia e nel 1902 aprì la prima officina di ingranaggi, utilizzando un locale prestatogli da un amico, Jacques Hinstin. Nel 1904 si trasferì nella zona settentrionale di Parigi. Nel 1905 tale piccola officina venne registrata con la ragione sociale di Citroën, Hinstin & Co. Al sostegno finanziario per avviare la piccola impresa partecipò anche il fratello Hugues, che nel frattempo prese in mano le redini dell'azienda di diamanti di famiglia. Negli anni seguenti André depositò numerosi altri brevetti, tra cui un riduttore di velocità ed un nuovo comando per i timoni delle navi da guerra.
Nel 1904 fu iniziato in Massoneria nella loggia "La Philosophie Positive" del Grande Oriente di Francia, e divenne maestro nel 1907 e nel 1908 Esperto. Lasciò la loggia nel 1919.
Lo sviluppo e l'espansione dell'industria automobilistica non passarono inosservate ad André Citroën. Nel 1908 André Citroën divenne direttore generale della Mors,  un'azienda automobilistica che in quel periodo si trovava in cattive acque, dopo aver convinto i proprietari del marchio, Louis ed Emile Mors, della bontà delle idee di Citroën per la ristrutturazione della società. Anche alla Mors André si circondò di persone di sua fiducia, tra le quali Georges-Marie Haardt, che sarebbe diventato il suo più stretto e fidato collaboratore per diversi anni. Con l'aiuto di Citroën, la Mors tornò a vendere e introdusse novità come il motore con valvole a fodero, montato sulla gamma SSS.
Nel 1912 André Citroën intraprese un viaggio negli Stati Uniti, a Detroit, capitale statunitense dell'automobile, dove ebbe modo di conoscere Henry Ford, il pioniere della moderna industria automobilistica. Egli non riuscì ad applicare subito le teorie di Ford nello stabilimento Mors a causa delle infrastrutture obsolete, ma il taylorismo si sarebbe ripercosso nelle successive fasi della vita professionale di André Citroën.
Sempre nel 1912, durante una sua visita al Salone di Parigi, André Citroën si interessò a due modelli: uno era la Bebé, progettata da Ettore Bugatti e realizzata da Les fils de Peugeot frères per essere commercializzata con il marchio Lion-Peugeot; l'altra vettura era una torpedo biposto prodotta da Le Zèbre, un'altra piccola Casa francese. Erano entrambe due vetture economiche, da destinare agli strati meno abbienti della popolazione. André capì che le case automobilistiche, di lì a pochi anni, non avrebbero potuto permettersi di costruire soltanto auto di lusso per pochi.

### La prima guerra mondiale

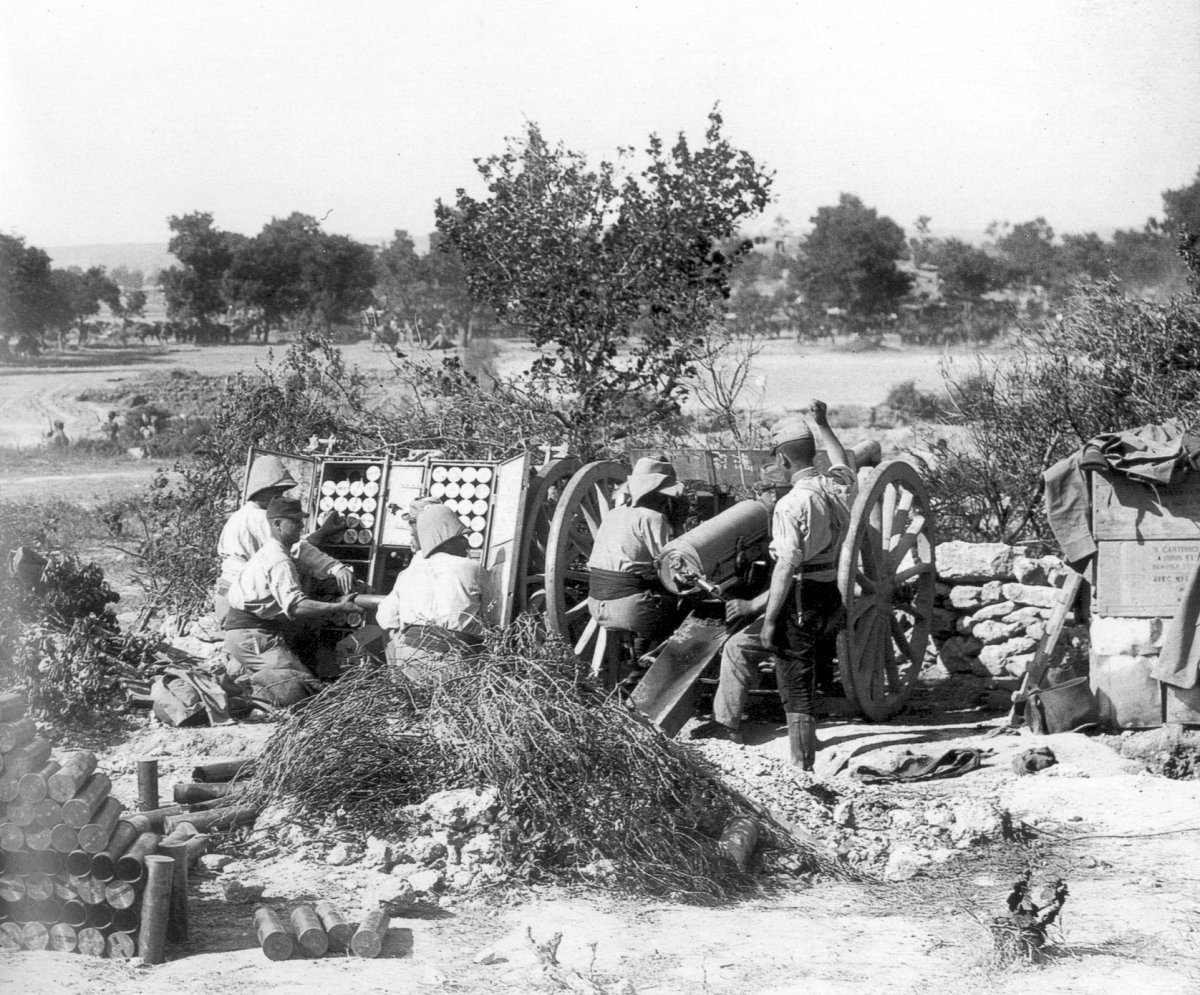
L'esercito francese, durante la prima guerra mondiale, si avvalse della produzione di granate intrapresa da André Citroën

Il 26 maggio 1914 André Citroën sposò l'ebrea italiana Giorgina Bingen (Genova, 12 aprile 1892 - Parigi, 20 febbraio 1955). Con lo scoppio della prima guerra mondiale. André Citroën e i suoi due fratelli maschi partirono per il fronte, dove rimasero per i primi mesi. André partecipò come luogotenente, e dopo poco tempo venne promosso capitano. Il 1º ottobre 1914 ricevette la notizia della morte di suo fratello Bernard, caduto sul campo per aver cercato di soccorrere un compagno ferito. Fu un altro duro colpo per André: dopo di lui, Bernard era il più giovane dei fratelli Citroën e quindi era quello con cui aveva legato maggiormente.
Dopo poco tempo André Citroën riuscì a fondare e dirigere uno stabilimento sul quai de Javel, a Parigi, per la produzione di granate. L'esercito francese scarseggiava infatti di granate e sembrava che molti dei vertici governativi non dessero importanza al problema. I finanziamenti per tale operazione arrivarono solo per il 25% dallo Stato, mentre il resto venne raccolto da André ricorrendo ad amici e parenti. Il 4 marzo 1915 cominciarono i lavori di costruzione dello stabilimento, completati in soli tre mesi. La produzione di granate fu avviata al ritmo di 1500 pezzi al giorno.
Nel frattempo, l'11 settembre 1915, André Citroën divenne padre di Jacqueline. Lo stesso giorno in cui divenne padre, la produzione di granate raggiunse 5 000 pezzi al giorno: sarebbe salita a 10 000 l'anno seguente e a 50 000 nel 1917. Tale sensazionale risultato fu ottenuto costruendo lo stabilimento del quai de Javel in modo da poter applicare i principi di Taylor, già introdotti da Henry Ford a Detroit. Questi principi, fino a quel momento sconosciuti in Europa, finirono con il fare dello stabilimento di André Citroën un modello di efficacia. Inoltre, per incentivare le maestranze ad applicarsi al lavoro, Citroën mise a loro disposizione, nello stesso stabilimento, alcuni locali destinati al benessere degli operai, come una sala refettorio, una sala giochi, un'infermeria. Veniva dato anche molto peso alla pulizia dell'intero impianto.
Nel 1917 la produzione di granate Citroën coprì un terzo dell'intera produzione nazionale. Tra le altre aziende che in tempo di guerra si dedicarono alla produzione di granate vi fu anche la Renault, che però preferì distaccarsi dagli innovativi metodi adottati da Citroën. Fu uno dei tanti aspetti che differenziava le filosofie produttive di André Citroën e del suo ex-compagno di scuola Louis Renault. In ogni caso, lo stabilimento fu spesso oggetto di visite ufficiali da parte di esponenti di spicco del mondo politico e militare della Francia, della Russia e di altri Paesi.
Il 4 giugno 1917 nacque il secondogenito di André Citroën, che ricevette il nome del fratello morto in guerra, Bernard.
Con la fine della guerra, lo stabilimento del quai de Javel cessò la sua produzione di granate.

### La nascita della Citroën

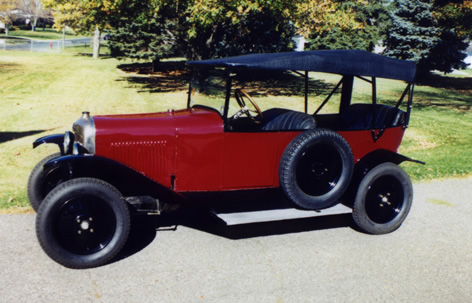
Una Type A, prima vettura prodotta da André Citroën con l'omonimo marchio

Il 17 maggio 1919 André Citroën divenne padre per la terza volta: nacque infatti Maxime.
André Citroën pensò di convertire la fabbrica di granate in fabbrica di automobili. Dopo aver valutato per brevissimo tempo la produzione di una vettura di lusso con valvole a fodero, si orientò su un modello economico. Il progetto iniziale ADC, destinato alla vettura di lusso, fu consegnato ad un amico di André Citroën, Gabriel Voisin, che similmente, dopo aver prodotto aerei da guerra, si trovava a riconvertire la sua fabbrica. Voisin, da sempre considerato un genio dell'innovazione tecnica, e per questo motivo assai stimato da André, accettò la proposta.
Citroën stava dando forma a un progetto non limitato all'automobile da produrre, ma esteso anche a strutture e servizi accessori. Voleva che l'acquirente non solo spendesse poco per una vettura, ma che fosse anche facilitato in caso di riparazioni. A tale scopo contattò una serie di amici e persone fidate, allo scopo di convincerli ad aprire dei centri di assistenza per i futuri modelli Citroën.
Per garantirsi maggiori possibilità di produzione, André rilevò l'intero pacchetto azionario della Mors, non più in salute come alla vigilia della guerra, acquisendone in tal modo anche lo stabilimento e le strutture.
Nel gennaio del 1919 annunciò alla stampa l'inizio della commercializzazione, nei mesi seguenti, di una vettura economica, del prezzo di 7.250 franchi. La vettura sarebbe stata già consegnata pronta per essere usata e non più sotto forma di un telaio da carrozzare, con evidenti aggravi di spese. Queste caratteristiche inedite della vettura, unite alle grandi doti comunicative di André, suscitarono l'interesse generale. Tuttavia, nonostante finanziamenti raccolti da più parti, il peso finanziario degli investimenti per costruire l'impianto di quai de Javel non erano ancora completamente ammortizzati. Questo portò a un ritardo nell'avviamento deciso della produzione. Nell'estate del 1919 si produssero solo pochi esemplari della nuova vettura, denominata Type A. Le vendite però salirono rapidamente l'anno successivo: tra il 7 luglio 1919 (data della consegna della prima Type A al primo acquirente) ed il 31 dicembre dello stesso anno dalle linee di Quai de Javel uscirono 2.816 esemplari di Type A, mentre l'anno successivo la cifra fu quintuplicata.

### Gli anni ruggenti

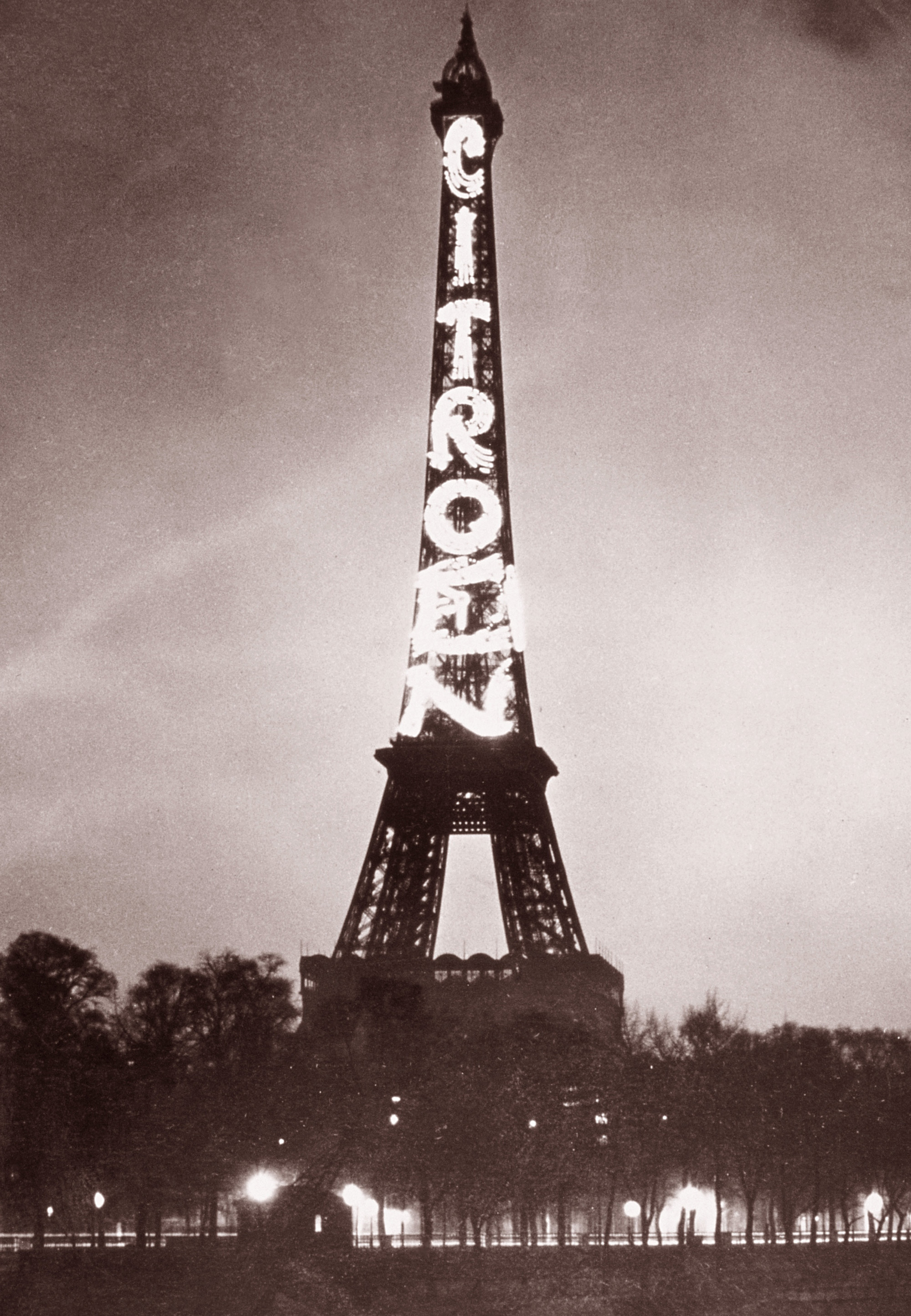
La Torre Eiffel illuminata dal nome Citroën

Durante gli anni 1920 la Citroën guadagnò reputazione, non solo per merito dei suoi modelli, ma anche della rete di assistenza che permetteva ai proprietari di riparare la vettura vicino a casa. A tale scopo vennero riservate pagine pubblicitarie in giornali e riviste. Citroën trovò anche altri modi per pubblicizzare la propria casa, per esempio lanciando una linea di vetture giocattolo che riproducevano in scala ridotta quelle vere. Ciò si tradusse anche nel fatto che molti rivenditori di giocattoli acquisirono la concessione per la vendita dei giocattoli Citroën (denominate Citroënettes) e a loro volta pubblicizzavano nelle vetrine il marchio del "double chevron". Il 4 ottobre 1922 il nome Citroën comparve nel cielo di Parigi, tracciato dalla scia di un aereo.
Citroën volle affermarsi anche nei paesi in via sviluppo, dove ancora non esistevano molte strade. Lo scopo propagandistico era evidente, anche se Citroën sperava anche in sbocchi commerciali al di fuori dell'Europa. A tale scopo dovevano essere realizzate delle vetture su base già esistente, modificate in modo da poter essere utilizzate nel fuoristrada. Assunse allo scopo un ingegnere di nome Adolphe Kégresse, con un significativo passato in Russia. Kégresse era l'inventore della trazione su cingoli, che fu adottata anche da Citroën per realizzare i suoi veicoli Citroën-Kégresse per muoversi nei deserti e nelle zone più impervie. Nel corso del decennio vennero effettuate tre spedizioni: una in Africa, denominata Crociera Nera, una in Asia denominata Crociera Gialla ed una in Alaska, denominata Crociera Bianca.
André Citroën continuò ad introdurre nei suoi modelli altre innovazioni. La vettura successiva alla Type A ebbe una struttura monoscocca, su esempio della Lambda di Vincenzo Lancia in Italia. Nacque così la B2, destinata ad evolversi successivamente nei modelli B10 e B12. In seguito arrivarono i modelli C4 e C6, equipaggiati con motori su supporti flottanti, una soluzione ripresa da quella dell'americana Plymouth che per prima l'aveva proposta a livello mondiale.

### Gli ultimi anni di André Citroën

André Citroën e sua moglie Giorgina

All'inizio del 1930 quando ancora doveva cominciare la Crociera Gialla, erano già stati avviati i lavori per sostituire i modelli C4 e C6 con i modelli 8CV, 10CV e 15CV. Nel frattempo, due emissari dell'azienda di oli per automobili Yacco comprarono una C6 e dopo averla modificata con una carrozzeria profilata, la lanciarono sul circuito di Montlhéry, allo scopo di pubblicizzare gli oli. I metodi pubblicitari di André Citroën stavano cominciando a far presa su altre aziende. La vettura, denominata Rosalie batté numerosi record. André Citroën raccolse la sfida: dopo aver lanciato la gamma delle eredi di C4 e C6, prese una 8CV, ne riprofilò la carrozzeria e la battezzò Petite Rosalie. Con questa vettura, con meccanica di serie, vennero percorsi ben 300 000 chilometri a 93 km/h di media, giorno e notte, con più piloti a darsi il cambio.
Nel 1933, dopo aver visto il rivale Renault costruire uno stabilimento più moderno e funzionale del suo, André Citroën investì ingenti somme per ricostruire lo stabilimento di quai de Javel.
Il progetto successivo fu la gamma Traction Avant. Fu sviluppato grazie a un nuovo ingegnere progettista, André Lefèbvre, che entrò alla Citroën nel 1933 dopo un significativo passato alla Voisin ed alla Renault. Lefèbvre andò a sostituire Jules Salomon proveniente da Le Zèbre e che nell'immediato dopoguerra aveva firmato il progetto della Type A. Salomon si era ritirato dalla vita professionale. Il 24 marzo 1934 la prima Traction Avant, denominata 7CV, fu presentata ai concessionari Citroën ed il 3 ottobre al Salone di Parigi avvenne la presentazione ufficiale.
Citroën in quel periodo iniziò ad accusare forti dolori allo stomaco e dimagrì vistosamente. Intanto, gli investimenti per il progetto della 7CV misero in crisi le finanze già non floride della società, e nel dicembre 1934 la Citroën entrò in liquidazione giudiziaria.
Citroën, molto malato (la diagnosi fu cancro allo stomaco), entrò in clinica il 18 gennaio 1935, dove morì il 3 luglio dello stesso anno. Prima di morire, cedette le sue azioni al colosso degli pneumatici Michelin, suo principale creditore.
André Citroën fu sepolto nel cimitero di Montparnasse a Parigi. Nel 1998 il suo nome fu inserito nell'Automotive Hall of Fame di Dearborn in Michigan.